# Neoseiulus inflatus
Neoseiulus inflatus är en spindeldjursart som först beskrevs av Kuznetsov 1984.  Neoseiulus inflatus ingår i släktet Neoseiulus och familjen Phytoseiidae. Inga underarter finns listade i Catalogue of Life.